# Hành tinh bị phá vỡ

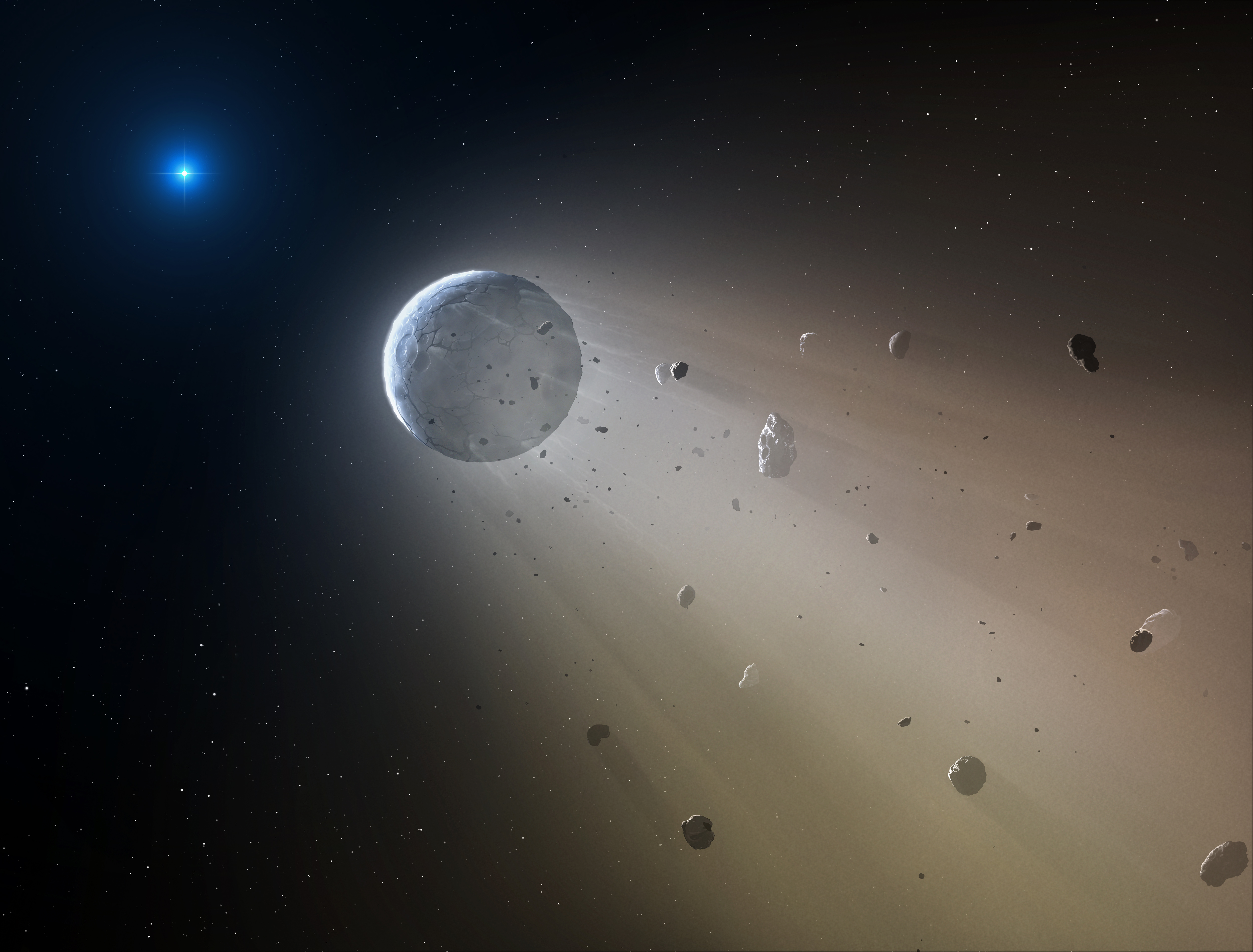
Khái niệm ý tưởng về một vật thể hành tinh đá bị ngôi sao mẹ của nó bốc hơi

Trong thiên văn học, một hành tinh bị phá vỡ  là một hành tinh, hoặc ngoại hành tinh, đã bị phá vỡ, hoặc bị phá hủy, bởi một vật thể hoặc vật thể thiên văn gần đó, như một ngôi sao. Kết quả của sự gián đoạn như vậy có thể là việc sản xuất quá nhiều khí, bụi và mảnh vụn có liên quan, cuối cùng có thể bao quanh ngôi sao mẹ dưới dạng đĩa tròn hoặc đĩa vụn. Kết quả là, các khu vực mảnh vỡ quỹ đạo có thể là một " chiếc nhẫn không đồng đều của bụi ", gây biến động nhẹ thất thường trong độ sáng của ngôi sao mẹ, như thể đã được chịu trách nhiệm về đường cong ánh sáng kỳ quặc nhấp nháy kết hợp với ánh sáng sao quan sát từ một số sao biến quang, chẳng hạn như từ KIC 8462852, RZ Piscium và WD 1145 + 017. Lượng bức xạ hồng ngoại quá mức có thể được phát hiện từ những ngôi sao như vậy, bằng chứng gợi ý rằng bản thân bụi và mảnh vụn có thể quay quanh các ngôi sao.

## Ví dụ

### Những hành tinh
Ví dụ về các hành tinh (hoặc tàn dư liên quan của chúng), được coi như một hành tinh bị phá vỡ, hoặc một phần của một hành tinh như vậy, bao gồm: 'Oumuamua  và WD 1145 + 017 b, cũng như các tiểu hành tinh, Sao Mộc nóng  và những hành tinh giả định, như hành tinh thứ năm, Phaeton, Hành tinh V và Theia.

### Sao
Ví dụ về các ngôi sao mẹ, được coi là đã khiến một hành tinh bị phá vỡ, bao gồm: EPIC 204278916, KIC 8462852 (Sao của Tabby), PDS 110, RZ Piscium, WD 1145 + 017 và 47 Ursae Majoris. 

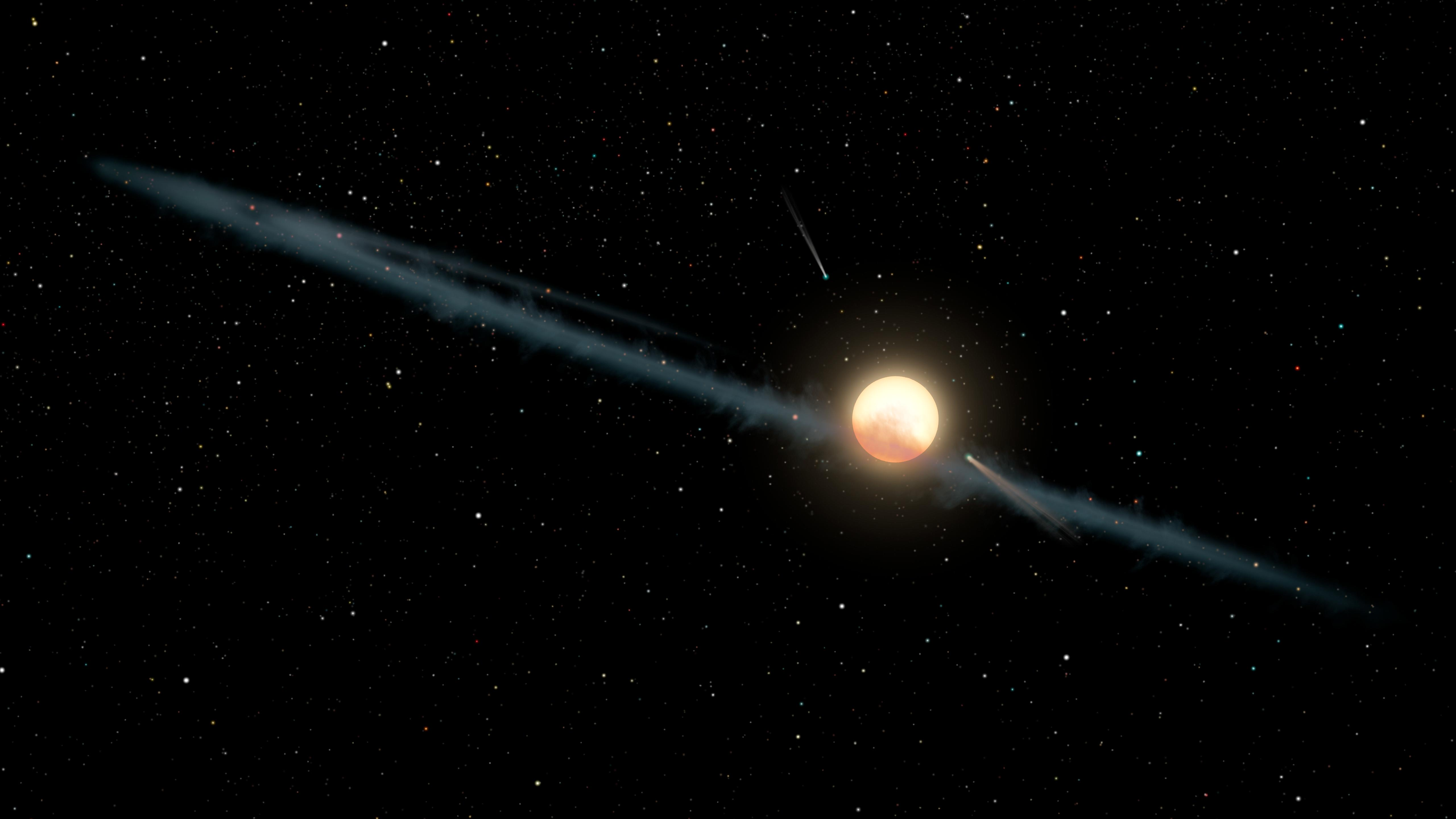
Khái niệm ý tưởng về một " vòng bụi không đều " xung quanh KIC 8462852.

## Đường cong ánh sáng KIC 8462852
KIC 8462852 là một ngôi sao theo loại F có sự dao động ánh sáng bất thường, bao gồm độ sáng giảm tới 22%. Một số giả thuyết đã được đề xuất để giải thích những thay đổi bất thường này, nhưng không có giả thuyết nào giải thích đầy đủ tất cả các khía cạnh của đường cong. Một lời giải thích là " vòng bụi không đều " quay quanh KIC 8462852.

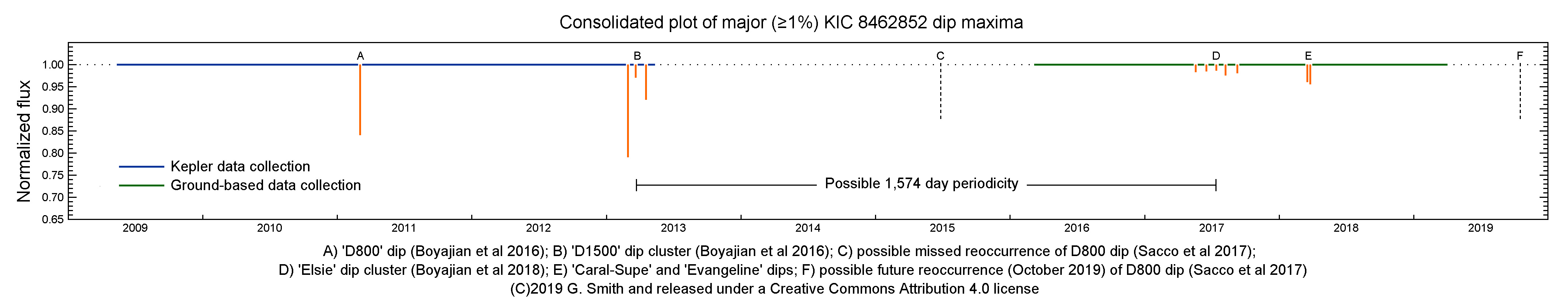
Sơ đồ tổng hợp của tất cả các đường mờ đã biết (ngày 21 tháng 5 năm 2019)

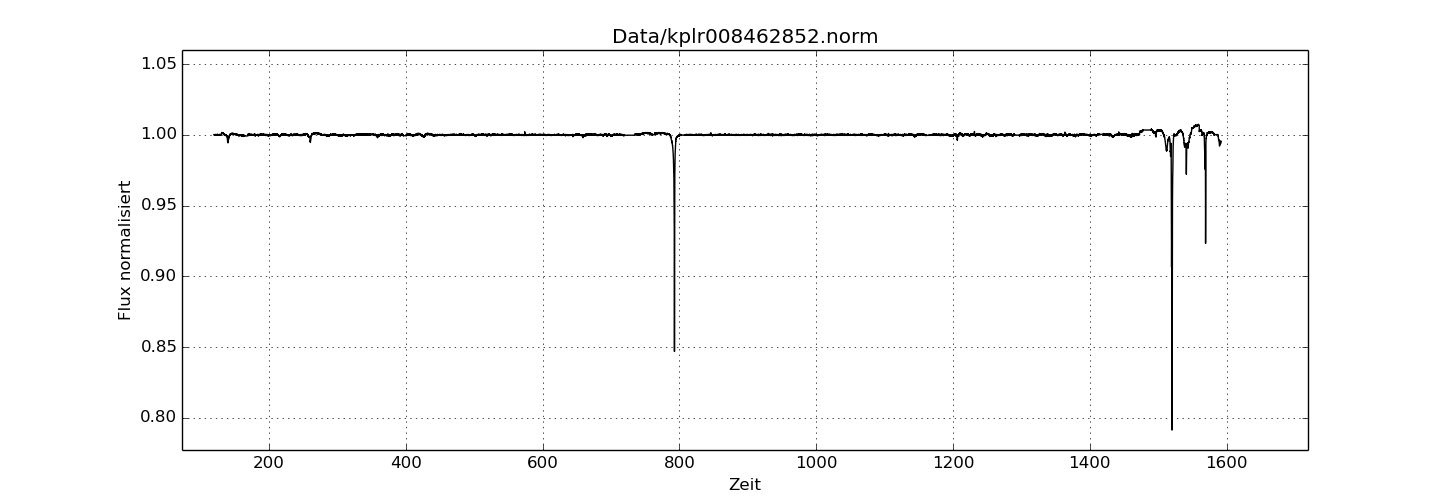
Tất cả dữ liệu đường cong ánh sáng - Tháng 12 năm 2009 đến tháng 5 năm 2013 ngày quét 0066 - 1587 (Chỉ Kepler)
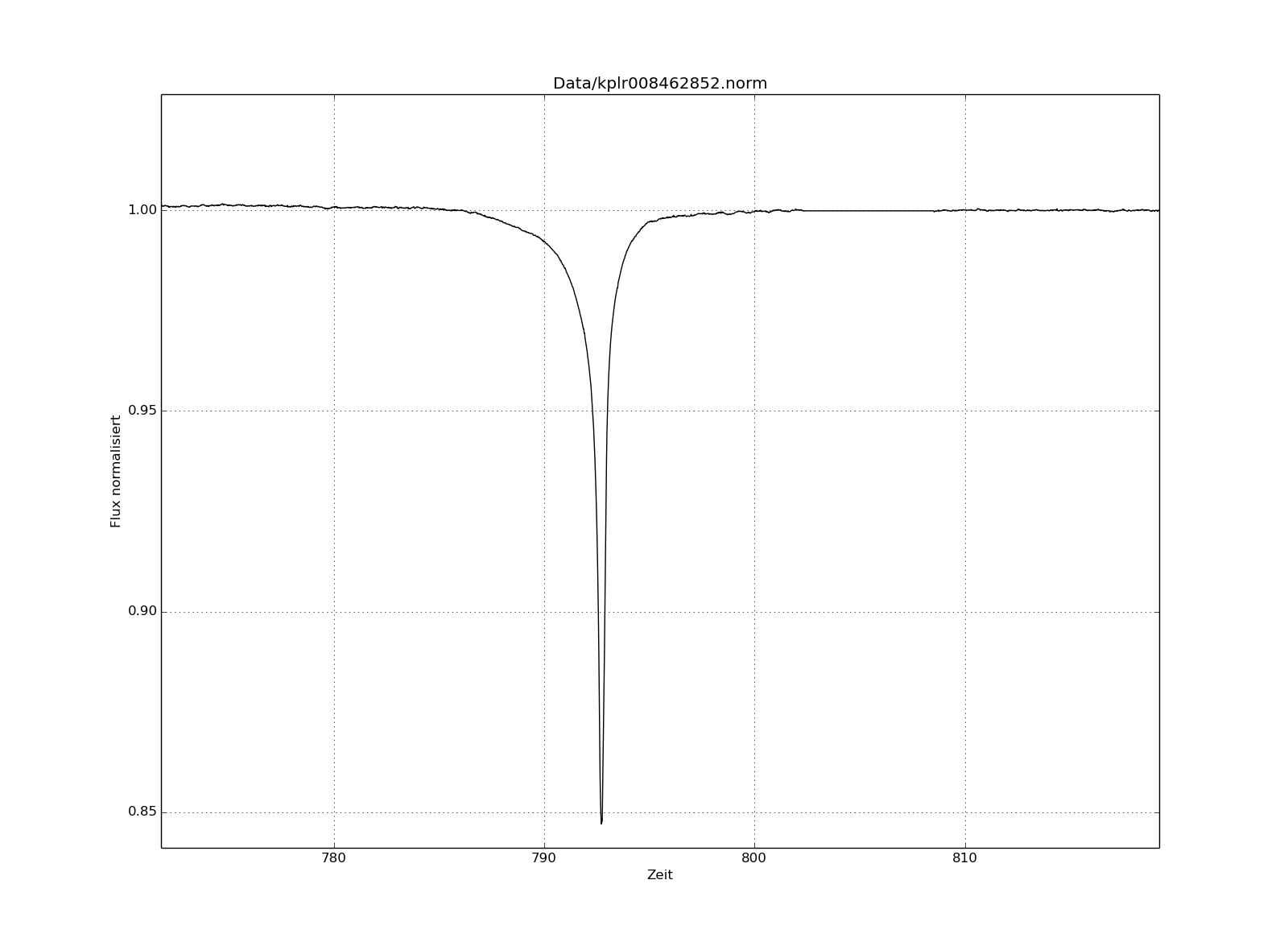
Ngày 5 tháng 3 năm 2011 - ngày 792 Tối đa 15% (Kepler)
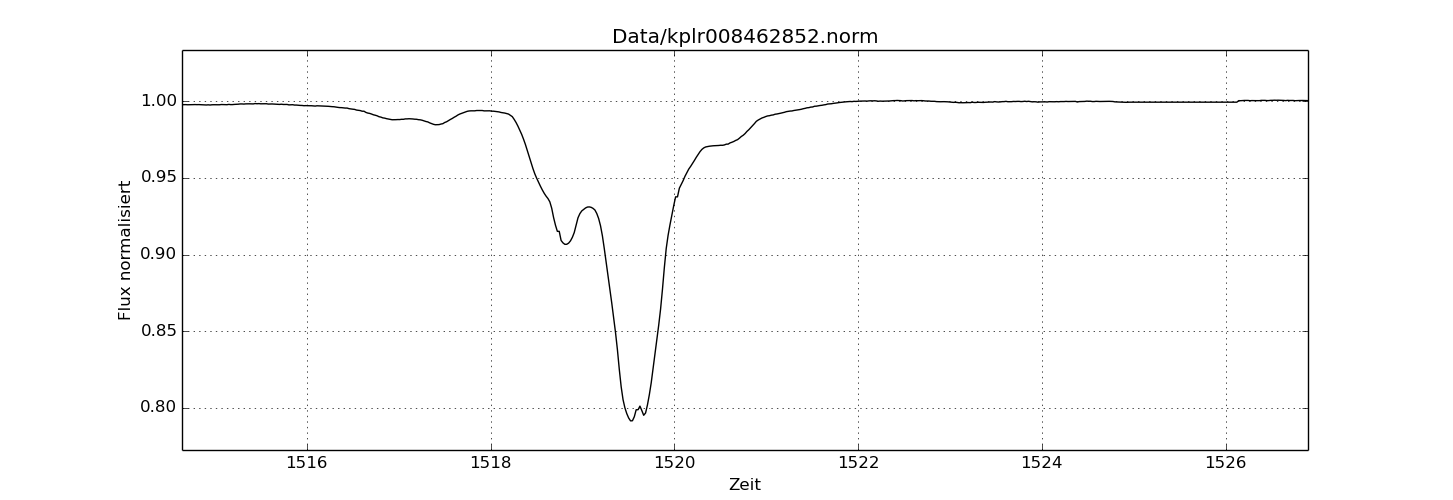
28 tháng 2 năm 2013 - ngày 1519 Tối đa 22% (Kepler)
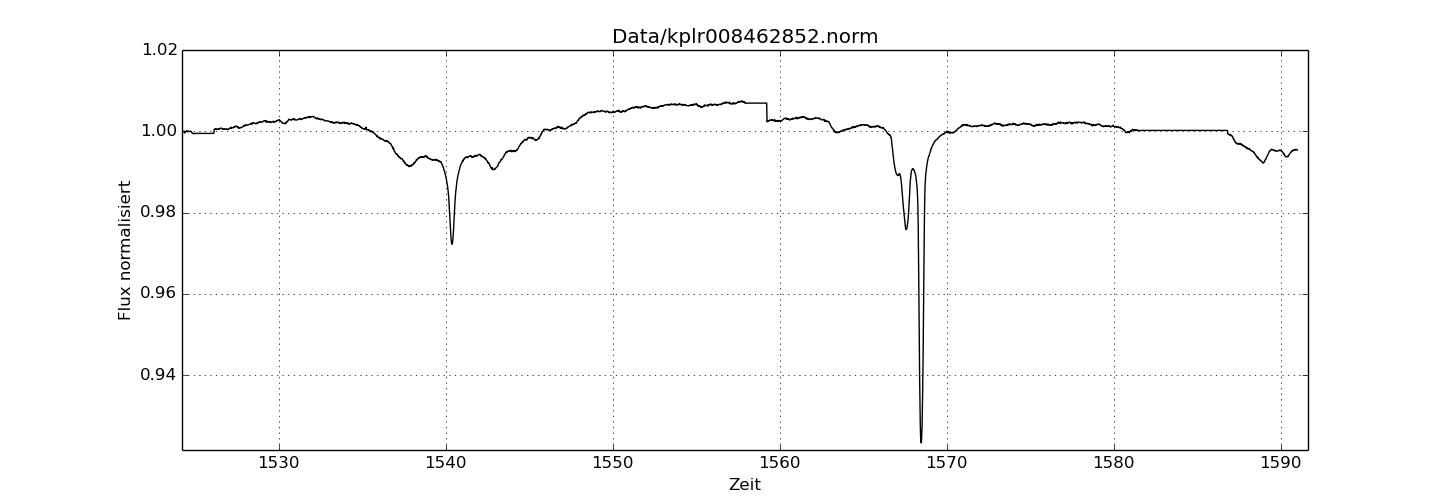
17 tháng 4 năm 2013 - ngày 1568 Tối đa 8% (Kepler)
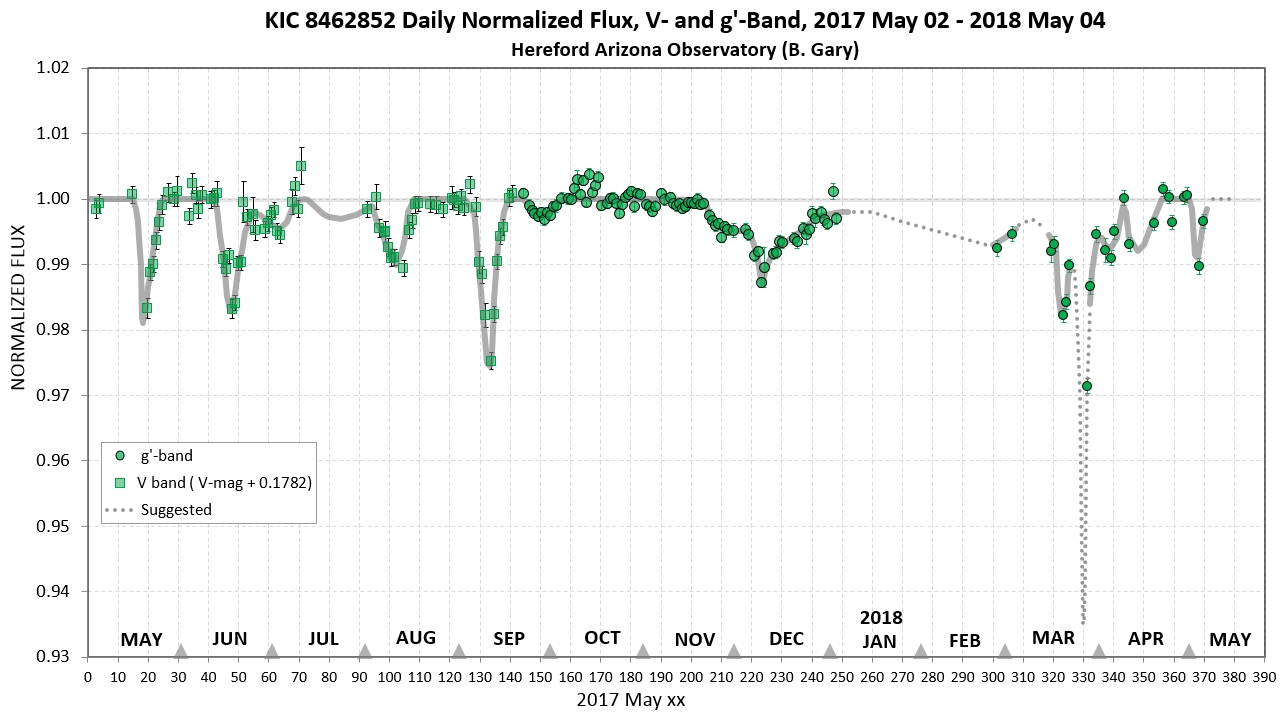
Đường cong ánh sáng một năm - đến ngày 4 tháng 5 năm 2018 (HAO)

## đọc thêm
- Wallace Gary Ernst (1990). The Dynamic Planet. Columbia University Press. ISBN 978-0-231-07231-1.
- Michael M. Woolfson (2000). The Origin and Evolution of the Solar System. CRC Press. ISBN 978-1-4200-3335-9.
- Danny Faulkner (2017). The Expanse of Heaven: Where Creation & Astronomy Intersect. New Leaf Publishing Group, Incorporated. ISBN 978-1-61458-633-3.

## liên kết ngoài
- NASA - WD 1145 + 017 b tại Từ điển bách khoa toàn thư hành tinh.
- (13:46) − "Tabby's Star" Video trên YouTube, một bài thuyết trình của Tabetha S. Boyajian.
- (31:00) − "Tabby's Star" Video trên YouTube, một bài thuyết trình của Issac Arthur.
- (01:00) − RZ Piscium Video trên YouTube, ngôi sao có dao động ánh sáng bất thường (21 tháng 12 năm 2017).